# Polskie Cedry
Polskie Cedry - miesięcznik wydawany w języku polskim i arabskim przez stowarzyszenie Wspólnota Polska w Libanie, prezentujący życie Polonii libańskiej, ważne dla obu krajów wydarzenia oraz materiały historyczne i kulturalne. Natomiast twórcy miesięcznika nie podejmują z założenia tematyki dotyczącej życia politycznego przybranej ojczyzny.

## Historia
Pismo powstało w marcu 1997 roku z inicjatywy Aldony Kamińskiej-Achkar, która przez rok była jego redaktorem naczelnym. W skład redakcji wchodziły Maryla Marsha, Róża Hadyk–Bou Habib, Przemysława Hernacka–Azzi, Małgorzata Siranossian, Anna Saleh, Izabella Ayat i Maria Iskandar. Następnie, począwszy od numeru siedemnastego, funkcję redaktora naczelnego objęła Anna Zaleska-Saleh, która kieruje pismem do chwili obecnej. W komitecie redakcyjnym pracują: Małgorzata Ziółkowska-Husami, Marzena Zielińska-Schemaly, Izabella Karczewska-Ayat, Beata Ahern, Alicja Kubacka-Kamle, Halina Lisowska-Chehab oraz Edyta Kunc. "Polskie Cedry" były przez wiele lat wspierane finansowo przez Senat RP.